# 布瓦讷
布瓦讷（法語：Boynes，法語發音：[bwan]）是法国卢瓦雷省的一个市镇，位于该省北部，属于皮蒂维耶区。

## 地理
布瓦讷（48°7'13"N, 2°21'36"E）面积15.43 平方千米，位于法国中央-卢瓦尔河谷大区卢瓦雷省，该省份为法国中北部省份，北起埃松省，西北接厄尔-卢瓦省，西南接卢瓦-谢尔省，南至涅夫勒省和谢尔省，东临约讷省，东北接塞纳-马恩省。
与布瓦讷接壤的市镇（或旧市镇、城区）包括：日夫赖讷、加蒂奈地区巴维尔、加蒂奈地区巴蒂伊、库尔塞勒勒鲁瓦、耶夫尔城。
布瓦讷的时区为UTC+01:00、UTC+02:00（夏令时）。

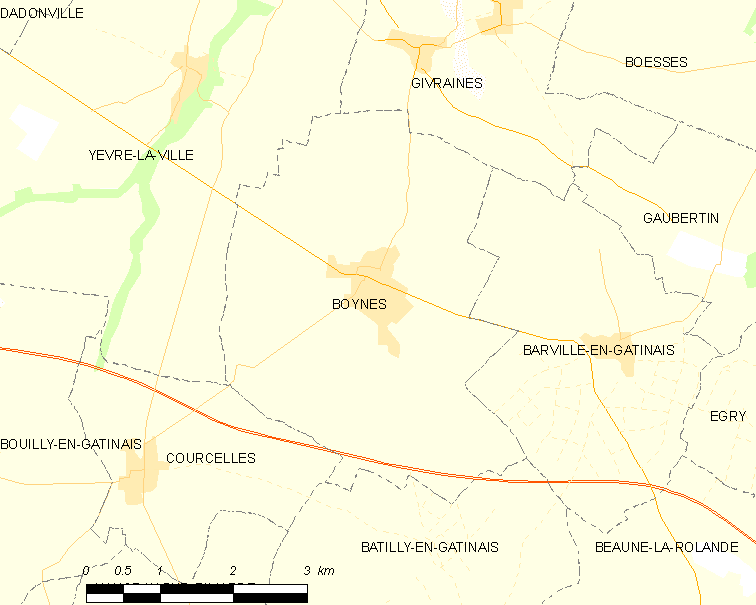
布瓦讷的OSM定位图

## 行政
布瓦讷的邮政编码为45300，INSEE市镇编码为45050。

## 政治
布瓦讷所属的省级选区为勒马勒塞布瓦县。

## 交通
卢瓦雷省省道D25线、D164线和D950线在布瓦讷交汇。法国国家A19号高速公路经过布瓦讷南侧但未设出入口。

## 人口

1962-2008年间布瓦讷人口变化图示

布瓦讷于2022年1月1日时的人口数量为1323人。